# CPA6
CPA6 (англ. Carboxypeptidase A6) – білок, який кодується однойменним геном, розташованим у людей на короткому плечі 8-ї хромосоми. Довжина поліпептидного ланцюга білка становить 437 амінокислот, а молекулярна маса — 51 008.
| 10         |  | 20         |  | 30         |  | 40         |  | 50         |
| ---------- |  | ---------- |  | ---------- |  | ---------- |  | ---------- |
| MKCLGKRRGQ |  | AAAFLPLCWL |  | FLKILQPGHS |  | HLYNNRYAGD |  | KVIRFIPKTE |
| EEAYALKKIS |  | YQLKVDLWQP |  | SSISYVSEGT |  | VTDVHIPQNG |  | SRALLAFLQE |
| ANIQYKVLIE |  | DLQKTLEKGS |  | SLHTQRNRRS |  | LSGYNYEVYH |  | SLEEIQNWMH |
| HLNKTHSGLI |  | HMFSIGRSYE |  | GRSLFILKLG |  | RRSRLKRAVW |  | IDCGIHAREW |
| IGPAFCQWFV |  | KEALLTYKSD |  | PAMRKMLNHL |  | YFYIMPVFNV |  | DGYHFSWTND |
| RFWRKTRSRN |  | SRFRCRGVDA |  | NRNWKVKWCD |  | EGASMHPCDD |  | TYCGPFPESE |
| PEVKAVANFL |  | RKHRKHIRAY |  | LSFHAYAQML |  | LYPYSYKYAT |  | IPNFRCVESA |
| AYKAVNALQS |  | VYGVRYRYGP |  | ASTTLYVSSG |  | SSMDWAYKNG |  | IPYAFAFELR |
| DTGYFGFLLP |  | EMLIKPTCTE |  | TMLAVKNITM |  | HLLKKCP    |  |            |

A: Аланін

C: Цистеїн

D: Аспарагінова кислота

E: Глутамінова кислота

F: Фенілаланін

G: Гліцин

H: Гістидин

I: Ізолейцин

K: Лізин

L: Лейцин

M: Метіонін

N: Аспарагін

P: Пролін

Q: Глутамін

R: Аргінін

S: Серин

T: Треонін

V: Валін

W: Триптофан

Кодований геном білок за функціями належить до гідролаз, протеаз, металопротеаз, карбоксипептидаз. 
Задіяний у такому біологічному процесі, як альтернативний сплайсинг. 
Білок має сайт для зв'язування з іонами металів, іоном цинку. 
Локалізований у позаклітинному матриксі.
Також секретований назовні.